# Guillaume de Sully

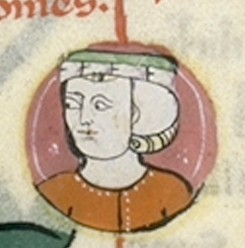
Guillaume cel Simplu

Guillaume de Sully (supranunmit cel Simplu) (n. cca. 1085 – d. cca. 1150) a fost conte de Blois și de Chartres între 1102 și 1107, precum și jure uxoris conte de Sully.
Guillaume era fiul mai vârstnic al contelui Ștefan-Henric de Blois cu Adela de Normandia, fiică a ducelui Guillaume al II-lea de Normandia. El a fost frate mai mare față de contele Theobald al II-lea de Champagne, regele Ștefan al Angliei și episcopul Henric de Winchester.
În lipsa unui urmaș pe linie masculină pentru regele Henric I al Angliei, Guillaume (William) ar fi fost cel mai în vârstă urmaș masculin legitim al lui William Cuceritorul. Astfel, el ar fi putut fi principalul rival al fiicei lui Henric I, regina Maud, în a moșteni tronul după moartea lui Henric. Cu toate acestea, el nu a fost luat în considerare ca și candidat pentru coroana Angliei. Câțiva istorici au apreciat că neluarea lui Guillaume în seamă s-ar fi datorat deficienței sale mentale, care i-ar fi atras porecla de "Guillaume cel Simplu".
Guillaume a fost mai întâi pregătit să moștenească scaunul comital de Blois și Chartres, fiind numit conte cu puțină vreme înainte ca tatăl său să plece pentru a participa din 1102 la Cruciada din 1101. Cu toate acestea, el a fost curând îndepărtat de la îndatoririle comitale de către mama sa, din cauza comportamentului său instabil. Cândva, el îl atacase și amenințase cu moartea pe episcopul de Chartres în cadrul unei dispute jurisdicționale. În consecință, atunci când cel de al doilea fiu al Adelei, Theobald al IV-lea de Blois a atins majoratul, în jurul anului 1107, ea l-a promovat pe acesta la rangul de conte de Blois-Chartres, și l-a silit pe Guillaume să se retragă pe moșia soției sale din Sully.

## Familie și copii
În 1104, Guillaume a fost căsătorit cu Agnes de Sully, moștenitoare a senioriei de Sully-sur-Loire, o femeie de o admirabilă frumusețe. Din această căsătorie au rezultat mai mulți copii, printre care:
1. Margareta (n. cca. 1105–d. 1145), căsătorită în jur de 1122 cu contele Henric d'Eu, senior de Hastings.
2. Henric (d. 1189), abate de Fécamp